# Stelis powellii
Stelis powellii är en orkidéart som beskrevs av Rudolf Schlechter. Stelis powellii ingår i släktet Stelis och familjen orkidéer. Inga underarter finns listade i Catalogue of Life.